# 湖北评书
湖北评书，流行于中国湖北省的长江沿岸城市。它起源于明末，但直到清同光时代才开始繁荣。书目有的来自古代演义小说，有的为原创，擅长草莽英雄的塑造。对白时多用口语，描绘景物时用骈体。中华人民共和国建国后也有一些适应革命宣传的新书目出现。